# Jean-Émile Sanchez
Pour les articles homonymes, voir Sánchez.
 (janvier 2024).
Si vous disposez d'ouvrages ou d'articles de référence ou si vous connaissez des sites web de qualité traitant du thème abordé ici, merci de compléter l'article en donnant les références utiles à sa vérifiabilité et en les liant à la section « Notes et références ».
Jean-Émile Sanchez, de son nom complet Jean-Émile Sanchez-Mateo, né le 4 février 1957 à Villeneuve-Saint-Georges, a été porte-parole de la Confédération paysanne d'avril 2004 à juin 2005. 

## Biographie
Issu d'une famille d'origine espagnole, Jean-Émile Sanchez-Mateo est agriculteur éleveur de brebis sur le plateau du Larzac dans le Massif central. 
Après un séjour dans le Val-de-Marne et une formation acquise dans un lycée agricole de la région parisienne, il exerce l'activité de berger dans les Alpes et le Massif central.
Fondateur du Syndicat des Paysans-Travailleurs de l’Hérault en 1982-1983, il s’est installé au Larzac en 1984, où il avait déjà œuvré en 1982. Ancien membre de la Fédération anarchiste, il se définit toujours comme «libertaire». Fondateur, en 1986, d'un groupe de rock rural, Taxus Baccata. 
Son activité syndicale l'a conduit de nombreuses fois devant la justice. En juin 2000, il était un des 9 militants jugés à Millau pour avoir participé à une action non violente contre le McDonald's de cette ville pour protester contre la décision de l'OMC qui pénalisait les exportations du fromage roquefort.
Il fut arrêté (mais non condamné) lors de la destruction d’un stock de maïs transgénique Novartis à Nérac (Lot-et-Garonne). En 2002, il a été condamné à une peine d'amende avec sursis par le tribunal d'Auch pour sa participation à une action de fauchage d'une parcelle d'essais d'organismes génétiquement modifiés.
Le 27 juin 2006, il a été condamné par la cour d'appel d'Orléans à 2 mois de prison ferme et 48 autres "faucheurs volontaires" à deux mois de prison avec sursis, pour avoir participé à des fauchages sur des parcelles de maïs transgénique de Monsanto en 2004 et 2005, dans le Loiret. Le 9 décembre 2005, les faucheurs avaient tous été relaxés par le tribunal correctionnel d'Orléans, au nom de "l'état de nécessité" de leur action. Le parquet et Monsanto avaient fait appel.

## Prises de position
En mai 2007, Jean-Émile Sanchez exprimait ses inquiétudes sur l'avenir de la Confédération paysanne dans le mensuel Alternative libertaire. Dans le même temps, il prenait position contre la candidature de son camarade José Bové à l'élection présidentielle de 2007.